# Ferula barbeyi
Ferula barbeyi là một loài thực vật có hoa trong họ Hoa tán. Loài này được Post mô tả khoa học đầu tiên năm 1891.